# Hvězdoňovice
Obec Hvězdoňovice (dříve též Hvězdonovice, německy Hwiezdonowitz, Hwiesdonowitz, Siedonowitz, Jesdowitz, případně též Jezdoňovice) se nachází v okrese Třebíč v Kraji Vysočina. Leží asi 6 km západně od Třebíče. Žije zde 108 obyvatel.
Sousedními obcemi sídla jsou Pokojovice, Čechočovice, Krahulov, Okříšky, Markvartice a Petrovice.

## Název
Název vesnice byl přenesen původní pojmenování jejích obyvatel, které zprvu znělo Jezdoňovici. Bylo odvozeno od osobního jména Jezdoň (jehož základem bylo sloveso jezditi) a znamenalo "Jezdoňovi lidé". Ze spojení v Jezdoňovicích vznikl tvar Vězdoňovice (doložen 1490), který byl následně přikloněn k obecnému hvězda (jako Hvězdoňovice se vesnice píše od počátku 16. století).

## Geografie
Hvězdoňovicemi prochází ze západu na východ silnice z Pokojovic do Krahulova, kde zaúsťuje do silnice II/405, severně z této silnice vychází užitková silnice, která vede k Petrovicím a silnici II/405. Východně ze zastavěného území obce vychází lesní užitková silnice k chatám u Steklého rybníka. Přes území obce vede cyklostezka 5212, z ní pak v zastavěném území obce vychází cyklostezka 5214, přes území obec ke Steklému rybníku vede i zelená turistická stezka. Přes území obce prochází ze severu na východ železniční trať Znojmo–Okříšky. Na západním okraji zastavěné části obce se nachází zastávka Hvězdoňovice.
Severní část území obce je poměrně plochá a zemědělsky využívaná, jižní část je také z větší části zemědělsky využívána, ale je už poměrně kopcovitá 
Přes vesnici protéká Stařečský potok, na kterém leží přímo na území obce rybník Vybíral a těsně za východní hranicí území obce i Steklý rybník, po cca 10 km se vlévá v Třebíči do Jihlavy. Přes území obce protéká i nepojmenovaný potok směrem od osady Loudilka, teče východně a vlévá do Steklého rybníka, kde se stéká se Stařečským potokem.
Území obce je poměrně kopcovité, severní část je rovinatá a dosahuje asi 500 metrů nad mořem, jižní část obce je kopcovitá a dosahuje téměř 600 metrů nad mořem. Těsně za jižní hranicí území obce se nachází vrchol Markvartický vrch (607 m). 
Zastavěné území obce se nachází téměř ve středu území obce, u silnice severně od zastavěného území obce se nachází zástavba rodinných domů. U Steklého rybníka na východním okraji území obce se nachází chatová osada. Těsně za severozápadní hranicí území obce se nachází osada Loudilka.

## Historie
První písemná zmínka o obci pochází z roku 1371, kdy prodal Oldřich z Heraltic půlku vesnice Bartošovi z Rokyténky, v roce 1387 pak byla vesnice prodána Erhartovi z Drahotuš a Bartošovi z Markvartic. Následně pak část vsi byla v roce 1407 prodána Janovi z Rudice a v roce 1447 jeho dcera Kateřina spojila majetky se svým manželem. Následně se staly Hvězdoňovice součástí heraltického panství a v roce 1507 se spolu se Štěměchami staly součástí brtnického panství. V roce 1528 pak jsou Hvězdoňovice zmíněny opět jako součást brtnického panství (spolu s mnoha dalšími vesnicemi). Ještě v roce 1622 patřily Hvězdoňovice do Brtnického panství. Po třicetileté válce došlo k velkému poklesu počtu obyvatel v celém panství, ale v Hvězdoňovicích došlo k relativně rychlému nárůstu počtu obyvatel.
Do roku 1919 byly Hvězdoňovice osadou Heraltic.
V roce 1850 zde žilo 160 obyvatel, v roce 1991 99 obyvatel. Z roku 1776 je zmiňován Panský mlýn, který původně patřil heraltickému panství. Později v letech 1924 je zmiňován tento mlýn s pilou a samotná pila v roce 1939. V roce 2019 byla postavena nová zastávka v obci.
Do roku 1849 patřily Hvězdoňovice do brtnického panství, od roku 1850 patřil do okresu Jihlava, pak od roku 1855 do okresu Třebíč. Mezi lety 1850 a 1919 patřily Hvězdoňovice pod Heraltice a mezi lety 1980 a 1990 byla obec začleněna pod Okříšky, následně se obec osamostatnila.
| Rok            | 1869 | 1880 | 1890 | 1900 | 1910 | 1921 | 1930 | 1950 | 1961 | 1970 | 1980 | 1991 | 2001 | 2011 | 2021 |
| -------------- | ---- | ---- | ---- | ---- | ---- | ---- | ---- | ---- | ---- | ---- | ---- | ---- | ---- | ---- | ---- |
| Počet obyvatel | 198  | 178  | 173  | 184  | 163  | 155  | 148  | 94   | 117  | 110  | 99   | 91   | 89   | 89   | 108  |
| Počet domů     | 25   | 27   | 26   | 26   | 27   | 28   | 28   | 28   | 28   | 28   | 28   | 29   | 37   | 41   | 41   |

## Doprava
Obcí prochází železniční trať Znojmo – Okříšky, na které je zřízena zastávka Hvězdoňovice, a silnice III. třídy.

## Politika
V letech 2006–2010 působila jako starostka Marta Dobrovolná, od roku 2010 tuto funkci zastává Karel Juza.

### Volby do Poslanecké sněmovny
|       | 2006              | 2010                | 2013               | 2017              | 2021                  |
| ----- | ----------------- | ------------------- | ------------------ | ----------------- | --------------------- |
| 1.    | ODS (38,18 %)     | VV (24,0 %)         | ČSSD (32,55 %)     | ANO (36,36 %)     | ANO (32,75 %)         |
| 2.    | ČSSD (29,09 %)    | Suverenita (16,0 %) | ANO 2011 (23,25 %) | KSČM (15,9 %)     | Piráti+STAN (15,51 %) |
| 3.    | KSČM (16,36 %)    | ČSSD (14,0 %)       | KSČM (13,95 %)     | STAN (13,63 %)    | SPOLU (13,79 %)       |
| účast | 69,62 % (55 z 79) | 68,49 % (50 z 73)   | 62,32 % (43 z 69)  | 58,67 % (44 z 75) | 71,08 % (59 z 83)     |

### Volby do krajského zastupitelstva
|      | 1.               | 2.                    | 3.                       | účast             |
| ---- | ---------------- | --------------------- | ------------------------ | ----------------- |
| 2000 | ODS (19,04 %)    | SV (19,04 %)          | ČSSD (19,04 %)           | 58,91 % (43 z 73) |
| 2004 | ODS (41,17 %)    | ČSSD (17,64 %)        | KSČM (17,64 %)           | 44,16 % (34 z 77) |
| 2008 | ODS (40 %)       | ČSSD (30 %)           | KSČM (17,5 %)            | 53,33 % (40 z 75) |
| 2012 | KSČM (27,77 %)   | SPOZ (16,66 %)        | ČSSD (16,66 %)           | 55,88 % (38 z 68) |
| 2016 | ČSSD (50 %)      | STAN+SNK ED (12,5 %)  | STO (9,37 %)             | 41,03 % (32 z 78) |
| 2020 | Piráti (28,94 %) | ANO (15,78 %)         | ČSSD (13,15 %)           | 45,78 % (38 z 83) |
| 2024 | ANO (44,18 %)    | STAN+SNK ED (16,27 %) | ODS+TOP 09+STO (11,62 %) | 54,76 % (46 z 84) |

### Prezidentské volby
V prvním kole prezidentských voleb v roce 2013 první místo obsadil Miloš Zeman (15 hlasů), druhé místo obsadil Jan Fischer (14 hlasů) a třetí místo obsadil Jiří Dienstbier (12 hlasů). Volební účast byla 73,91 %, tj. 51 ze 69 oprávněných voličů. V druhém kole prezidentských voleb v roce 2013 první místo obsadil Miloš Zeman (40 hlasů) a druhé místo obsadil Karel Schwarzenberg (7 hlasů). Volební účast byla 68,12 %, tj. 47 ze 69 oprávněných voličů.
V prvním kole prezidentských voleb v roce 2018 první místo obsadil Miloš Zeman (24 hlasů), druhé místo obsadil Marek Hilšer (7 hlasů) a třetí místo obsadil Jiří Drahoš (6 hlasů). Volební účast byla 65,33 %, tj. 49 ze 75 oprávněných voličů. V druhém kole prezidentských voleb v roce 2018 první místo obsadil Miloš Zeman (37 hlasů) a druhé místo obsadil Jiří Drahoš (10 hlasů). Volební účast byla 63,51 %, tj. 47 ze 74 oprávněných voličů.
V prvním kole prezidentských voleb v roce 2023 první místo obsadil Andrej Babiš (31 hlasů), druhé místo obsadila Danuše Nerudová (13 hlasů) a třetí místo obsadil Petr Pavel (10 hlasů). Volební účast byla 77,91 %, tj. 67 ze 86 oprávněných voličů. V druhém kole prezidentských voleb v roce 2023 první místo obsadil Andrej Babiš (44 hlasů) a druhé místo obsadil Petr Pavel (23 hlasů). Volební účast byla 81,71 %, tj. 67 ze 82 oprávněných voličů.

## Zajímavosti a pamětihodnosti
- rybník Steklý využívaný také jako koupaliště
- Hospoda U Kovářů

## Turistika
Obcí vede cyklistická trasa 5212.